# Haha-jima
Haha-jima (母島? letteralmente: isola madre) è la seconda più grande delle isole Ogasawara (o isole Bonin), in Giappone, a sud dell'arcipelago principale. Ha un'area di circa 20 km2 con una popolazione di 450 abitanti.
I punti più elevati sono il Chibusayama (letteralmente "montagna del petto"), approssimativamente 462 m, e il Sakaigatake, 443 m. L'isola più grande del gruppo, Chichi-jima, è localizzata approssimativamente 50 km a nord. Insieme alle isole vicine più piccole come Ane-jima, Imōto-jima e Mukō-jima, Haha-jima forma l'Hahajima Rettō (母島列島) o, nei tempi passati, il "Gruppo Baily".
L'isola è dentro i confini amministrativi del villaggio di Ogasawara, sottoprefettura di Ogasawara, Tokyo.

## Storia

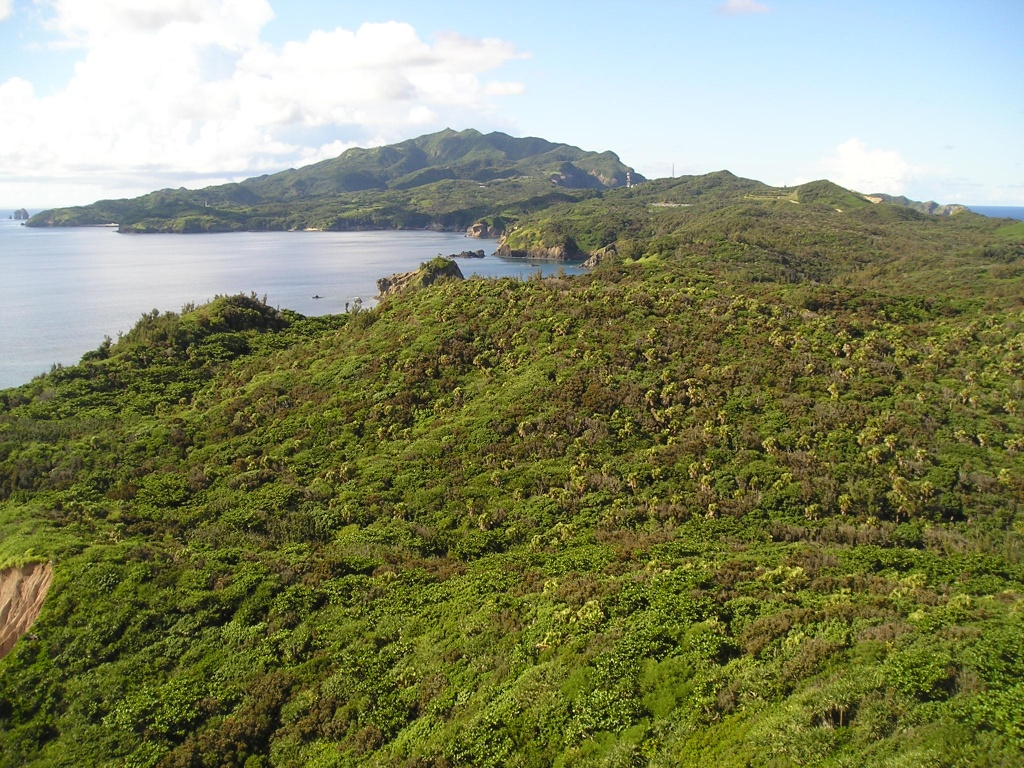
Veduta della punta meridionale di Haha-jima, la penisola di Minamizaki

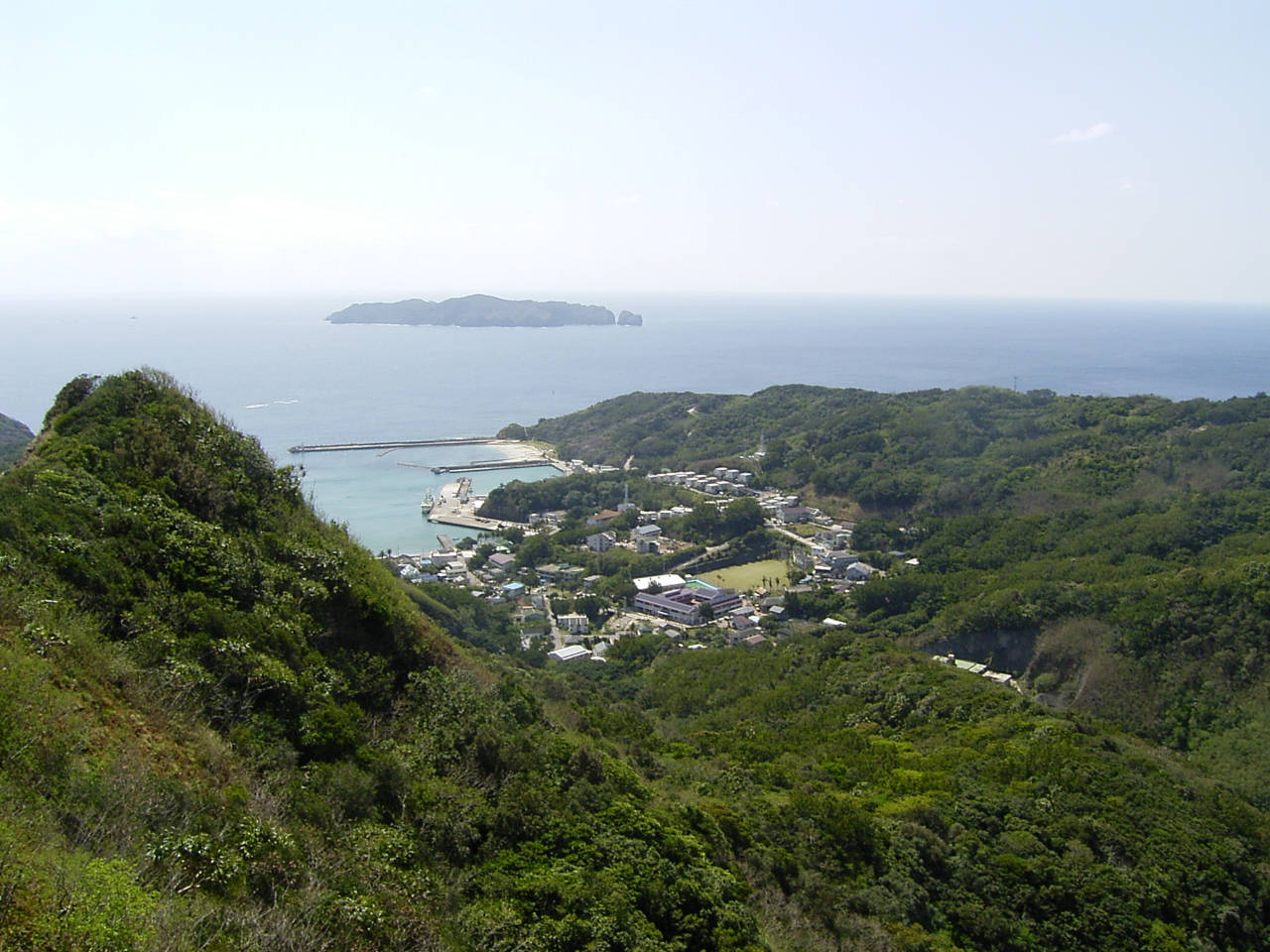
Il villaggio di Oki, Mukō-jima, in lontananza

La prima scoperta europea delle isole Bonin si dice abbia avuto luogo nel 1543, da parte dell'esploratore spagnolo Bernardo de la Torre. Haha-jima fu chiamata originariamente Coffin Island o Hillsborough Island e colonizzata da Europei prima di diventare parte del Giappone. Nella Seconda guerra mondiale, il governo giapponese allontanò le persone del luogo e fortificò l'isola; fu il bersaglio di molti attacchi da parte delle forze statunitensi durante la Seconda guerra mondiale. Quello che resta delle opere di difesa è ora una delle attrazioni turistiche dell'isola. Essa può essere raggiunta in traghetto in circa due ore da Chichi-jima. L'economia di Haha-jima si basa sulla pesca commerciale, nonché su una distilleria di rum a gestione statale.
Oggi Haha-jima ha una popolazione di 450 abitanti, ma era di 1.546 nel 1904 e di 1.905 nel 1940.  C'è una sola strada dal villaggio (ora abbandonato) di Kitamura (北村) all'estremità nord dell'isola, al villaggio di Okimura (沖村) (ex Newport) all'estremità sud dell'isola, dov'è ubicato il porto.